# Viktorin Kornel de Všehrdy
 (juillet 2020).
Si vous disposez d'ouvrages ou d'articles de référence ou si vous connaissez des sites web de qualité traitant du thème abordé ici, merci de compléter l'article en donnant les références utiles à sa vérifiabilité et en les liant à la section « Notes et références ».
Viktorin Kornel ze Všehrd (de Všehrdy) ou simplement Všehrd, né en 1460 à Chrudim et mort en 1520 à Prague, est un humaniste, jurisconsulte et théoricien politique bohémien. 
Vers la fin du XVe siècle, il travaille en tant que vice-scribe à la Cour du Pays Bohême au Château de Prague.

## Biographie
Viktorin Kornel (ou Viktorin Cornelius) est né à Chrudim, ville à l’Est du royaume de Bohême, en 1460. Fils d’une famille bourgeoise utraquiste ou calixtine - une église modérée hussite -, il entre à l'université utraquiste de Prague. Diplômé de la faculté dite artistique, le jeune homme, doué, acquiert une culture générale et une capacité de généralisation ; deux conditions alors indispensables pour être en mesure de poser, réflecter[Quoi ?] et répondre à un bon nombre de questions, et que les auteurs antérieurs des livres juridiques n’avaient pas atteintes.
Après 1487, Všehrd sert à l’office du bureau des terres au château de Prague. De 1493 à 1497, où le poste de scribe est vacant, il remplit la fonction de vice-scribe à la cour du pays tchèque du château de Prague. Les procès-verbaux et les sentences de la cour du pays seront brûlés au cours du grand incendie du château de Prague en 1541, mais dans le temps de l’activité de Všehrd, ces documents étaient déjà en état très mauvais. Les juristes n’employaient que les digests des arrêtés sous forme de registres rangés, ou par ordre alphabétique, ou par ordre des matières. 
En 1497, ses attitudes et la reproduction de documents légaux le menent à être renvoyé de la cour du pays. Au cours de son engagement, il a tout de même réussi à ramasser assez de matériel pour son œuvre juridique Neuf livres sur les droits du Pays de Bohême qui compte environ 460 pages. En 1501, ayant terminé son traité, Všehrd le met à la disposition du public, la reproduction libre y compris. Les résultats de son travail, il les dédie expressément à la défense des bonnes gens justes pour qu'elles soient capables de se défendre contre les gens méchants et intrigants. Ensuite, après la perte de son poste, Všehrd exerce avec succès la pratique de légiste et de financier. 
Le 21 septembre 1520, il meurt de la peste. Il est inhumé à l’église Jean-Baptiste au quartier historique pragoise, dit « Petit Côté » (en tchèque : Malá Strana) ; aujourd'hui, cet édifice roman et gothique sert de temple à l'Église Tchécoslovaque Hussite sous le nom « Kostel Jana Křtitele na Prádle ».

## Opus Magnum

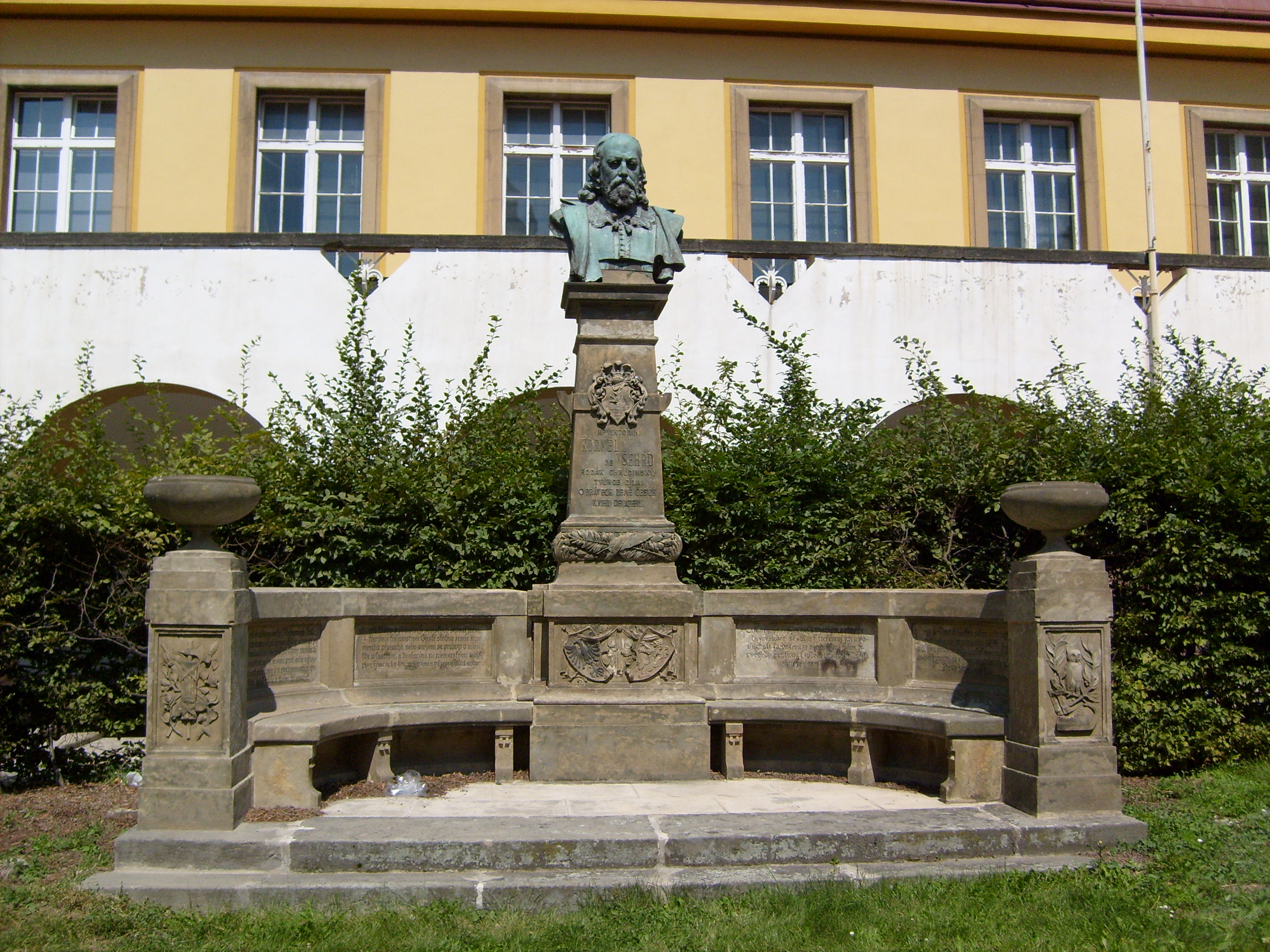
Memorial of Viktorin Kornel ze Všehrd, Chrudim, région de Pardubice, République tchèque.

### Apports de lacommon lawtchèque
Les systèmes juridiques européens sont classifiés en deux formes : le droit romano-civiliste, tirant son origine du droit romain, comprend un système complet de règles, qui sont habituellement codifiées. De l’autre côté, il se trouve la common law anglais, dont les règles sont édictées en principe par les tribunaux, au fur et à mesure des décisions individuelles. La règle du précédent oblige les juges à suivre les décisions et les arrêtés pris par les tribunaux antérieurement. Aujourd'hui, on ne peut trouver ces pratiques qu’aux pays dont la culture jurisprudentielle est anglo-saxonne. Dans les terres historiques du Royaume de Bohême, elles avaient dominé jusqu’à l’époque moderne. Encore plus tard, on les voit dans les terres polonaises et hongroises. En 1627, la common law tchèque fut aboli par empereur Ferdinand II de Habsbourg, après la perte de souveraineté nationale – quelques années après la bataille fatale de la Montagne Blanche en 1620.
Dans l’esprit des juristes anglais, Všehrd appréciait l'irremplaçabilité des coutumes et des traditions juridiques, car ils contiennent l’expérience condensée des temps passés. Všehrd l’a formulé : « ce que l’on a laborieusement et assidûment trouvé par nos ancêtres et par les anciens Tchèques ». Všehrd avait compris que la stabilité de même que la force des coutumes et traditions sont une bonne garantie de la liberté. Elles font aussi une barrière efficace contre l’abus du droit de la part des puissants. Všehrd mettait en garde contre « les ennemis les plus pernicieux », contre ceux, qui auraient voulu abîmer des lois. Qui auraient voulu changer, modifier et renverser justement ces lois « sur lesquelles le pays s’est maintient de temps immémorial. » Tels changes signifieraient « le désastre de bonnes gens et particulièrement de pauvres, de veuves et d’orphelins. ». « Si les lois du pays sont exercées en leur solidité et immutabilité, alors tous les gens en général de même que tous les individus en particulier vont bien. Si les lois du pays changent, aussi tous les gens que tous les individus au contraire vont mal. »
Par son comparaison de procès-verbaux du Bureau des Terres Tchèques avec les Douze Tables romaines, Všehrd – à la fois conservateur et épris de liberté et le conservatrice – implique que le droit Tchèque n’est pas de moindre valeur que le droit Romain. Son relativisme légal est modéré et n’exclus pas la possibilité d’inspiration partielle d’ailleurs. Accepter des principes de l’étranger; c’est possible, mais habituellement peu propice. Ce qui produit de bons effets dans un système, ne fait pas ses preuves dans un autre. Il apparaît plus utile de tirer leçons des expériences extérieures et de leurs comparaisons. Après les guerres hussites, le droit canonique de l’Église catholique s’est presque complètement perdu de la connaissance des Tchèques et seulement quelques éléments du droit romain avaient pénétré en pratique du pays. Všehrd s’est plaint que les juristes formés aux universités étrangères essayaient de pratiquer les règles non acceptées par le droit du pays, aussi à la Cour du Pays. En plus; il n’a été satisfait avec les procès selon le droit romain, car ils étaient à l’ordinaire prolongés et pour cela chers.

### Vice-scribe en tant qu’observateur impartial
Všehrd s’efforce de se débarrasser de ses intérêts personnels. Il cherche à défendre les intérêts généraux et à adopter l’attitude et la vue d’observateur impartial. De cette vue, il avait l’opinion sur les dommages aux biens de toute la société. Ces dommages-ci étaient causés par buts temporaires et égoïstes, les buts imposés de certains individus ou de couches sociales. Mais Všehrd avertit certains individus ou groupes aussi dans les cas où il était, par contre, évident, qu’ils lésaient leurs propres intérêts et eux-mêmes à long terme. Il appelle ceux qui ne procèdent pas jusfiablement[Quoi ?] à l’entente et à la conciliation avec leurs adversaires. Il faut s’efforcer continuellement à arriver et à maintenir l’équité, de même que l’égalité devant la loi. « L’utile ne diffère pas du convenable, au contraire, l’un est inséparablement lié à l’autre ». Ou : « Tous les maux conçoivent, naissent, croissent et se déroulent de leur rupture. » Et Všehrd s’oppose au diktat de la haute noblesse et à sa manière de codification fonctionnelle du droit. Dans les trois premiers livres de l’œuvre « Neuf livres sur des droits du Pays de Bohême » Všehrd examine en gros ce que l'on appelle maintenant le droit procédural ; dans les trois livres suivants, il y discute le droit substantiel, un court supplément touche l’exécution. Dans le septième livre, on peut trouver les prescriptions plus détaillées du droit de l’exécution. Le huitième livre traite quelques documents légaux pertinents et aussi des taxes administratives. Et finalement, le neuvième livre touche les confusions et les disparités légales au cours de l’application du droit, de même que quelques réformes de l’ordre juridique.

### Deux pouvoirs et le contrat social
Avec une satisfaction ostentatoire, Všehrd interprète le rapport entre le roi et la société dans l’État Tchèque comme un contrat social. C’est le pays même qui choisit le roi. Le pays n’est pas acheté par le roi pour nulle somme ; il ne lui est pas subordonné que volontairement. Le roi doit prêter un serment au pays, il est aussi obligé de faire son administration « non comme il voudrait mais seulement en observant les libertés anciennes et les droits du pays. » Les fonctionnaires doivent retenir «qu’ils ne sont pas maîtres, mais seulement employés de toute la communauté, de tous les gens; car ils prennent d’eux l’argent et les taxes pour son métier qui est, comme ils mêmes souvent entendent, leur charrue ». Sans parler de n’importe quel office, le Bureau du Pays même représente le service pour tous. C’est pourquoi il soit désirable que tous, « dont la profession implique des opérations dans ce Bureau, servent tous les gens sans crier à eux, sans querelles à propos de leurs besoins, en parlant docilement comme serviteurs, pas criant comme maîtres ». 
Tandis que John Locke s’efforce de limiter le pouvoir exécutif à l’intermédiaire du pouvoir législatif (et aussi fédératif), Všehrd, dans son effort en vue de maintenir l’équilibre des pouvoirs, n’envisage aucune assemblée du pouvoir législatif. L’ordre juridique de son pays, d’après son opinion, est formé et doit aussi être formé primordialement par d'anciennes coutumes, traditions et précédents. Les arrêtés trouvés par le pouvoir discrétionnaire des juges sont réservés aux cas spéciaux comme le cas notoire de petit noble Dalibor z Kozojed [de Kozojedy]. En 1496, il eut pris les serfs et le bien du chevalier Adam Ploskovský. Selon Všehrd, le pouvoir exécutif du roi est limité et il doit être resté limité par un ensemble formé d’après les traditions du pays, d’après «libertés et droits» du pays, y compris les assemblées. Jusqu'à l’an 1620, l’Assemblée du pays, aussi dit la Diète [Sněmovna] avait disposé des droits explicites d’approuver, ou, en cas de l’extinction de la dynastie précédente, avait le droit de choisir et élire les rois, de même que lui permettre des taxations et les quotas de recrutement. Le pouvoir royal est limité en plus par l’ordre juridique déjà mentionné, formé primordialement par les coutumes et par les anciens précédents transparents et familiers au grand public. Finalement, le pouvoir royal doit respecter les coutumes et usages populaires au sens large du terme.  
En ce qui concerne le contrat passé entre le pays et le souverain royal, les deux participants sont évidemment plus égaux chez Všehrd que dans l’ouvrage Léviathan de Thomas Hobbes. La position de la société est ici plus puissante, celle du souverain est beaucoup plus faible. Le souverain royal chez Všehrd n’est autorisé même pas de désigner son successeur. Všehrd apprécie la paix en favorisant négociations à la guerre, mais, à la différence de Hobbes, il n’utilise presque jamais des arguments religieux. Néanmoins, aux Pays Tchèques, il existait déjà le régime de tolérance religieuse établi. A cette époque-là, chaque individu pouvait choisir sa propre confession. Après 1485, grâce à « L'accord de Kutná Hora », même des groupes politiques de ce temps, précurseurs des partis aux assemblées modernes, étaient formés par les représentants de différentes confessions.

### Familiarité avec règles juridiques
Všehrd s’efforce de familiariser surtout le menu peuple et la classe moyenne avec le droit, afin que leurs membres ne soient pas trompés au cours d'un procès touchant leurs besoins. Le plus grand nombre de gens devrait être capable d’inspecter le droit et les opérations du pouvoir judiciaire. Všehrd admet le droit égal de succession pour les femmes en argumentant des fondations anciennes du droit slavon-tchèque. En plus, il rappelle qu'il est utile de même qu'amusant de s’occuper des droits du pays. Cela « aiguise la raison et endurcit la mémoire de ceux qui souvent réfléchissent sur ces affaires.»  
Pour cette raison, Všehrd consent la substitution du latin par la langue naturelle, alors tchèque, surtout à la Cour du Pays, mais aussi partout dans la justice, ce qui est valable depuis 1495. Et il refuse les démarches faites auprès des autorités de ce temps-là, ce qui fait la loi obscure et ses applications de plus en plus difficiles. Il critique par exemple l’usage du papier au lieu de parchemin qui est plus durable pour enregistrer des arrêtés. Il déteste de nouvelles coupures, ce qui fait le texte original illisible. Il réprouve empêchement mis à l’accès libre au Bureau du Pays, auparavant librement accessible à tous. Il refuse les procès-verbaux enregistrés sans présence ou même sans connaissance des parties.  
Alors, à ses propres dépens, pendant son temps libre, à son désavantage – Všehrd aidait les gens à s’occuper d'eux-mêmes.

## Influence
Grâce au mouvement réformateur hussite, la langue tchèque fut introduite au courant d’affaires officiels et aussi légaux. Cet exemple tchèque raffermit la position d’autres langues nationales des pays alentour, surtout du hongrois, indirectement du roumain. Všehrd dirigea son attention vers sa langue natale. Il fut un des initiateurs et fondateurs de l’humanisme tchèque, à savoir national et réformateur. Un peu plus tard, il se sépara de son vieil ami Bohuslav Hasištejnský z Lobkovic [de Lobkovice], un noble poète catholique qui écrivait sa poésie en latin. 
L’Œuvre de Všehrd avait survécu la période baroque, appelée souvent l'Époque des ténèbres (au point de vue de la perte des libertés politique, intellectuelle et de religion dans les pays Tchèques). Au cours du réveil national, ses manuscrits devenaient une source pour la rentrée de la terminologie juridique tchèque. En 1841, la première impression de son œuvre est mutilée par la censure autrichienne, parce qu’elle n’a pas consenti même aux compromis que l’auteur était obligé de faire de 340 ans plus tôt. Parue en 1874, la deuxième édition reste jusqu'ici l’édition dernière et elle est presque inaccessible. 

## Hommages
En 1868, le nom de Všehrd fut adopté par les étudiants en droit tchèque pour leur organisation. L’association « Všehrd », rétablie après la « révolution de Velours » du 17 novembre 1989 en Tchécoslovaquie, fonctionne jusqu’aujourd’hui.
Une rue de Malá Strana , à Prague, porte son nom : la rue Všehrdova.